# Németország kultúrája

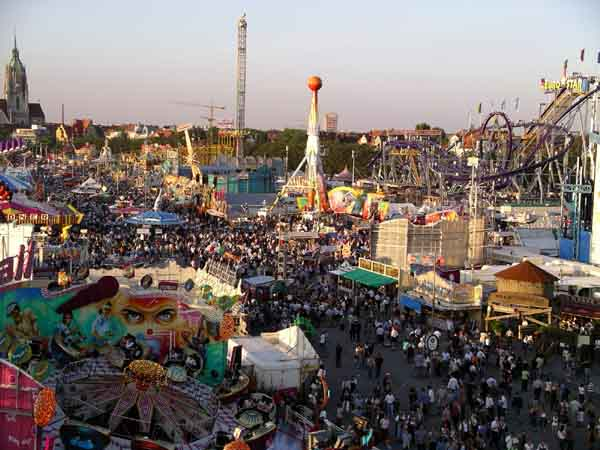
Oktoberfest népünnepély

A német kultúra a kezdetektől kezdve fontos szerepet játszott Európában. Művészeti és kultúrtörténete visszavezethető a kelták, a teutonok és az ókori rómaiak idejébe. A középkor óta a német kultúra számos elismert, neves személyiséggel büszkélkedhet. A történelem során Németországot "a költők és gondolkodók földje"-ként (Das Land der Dichter und Denker) is emlegették. A legnagyobb filozófusok, költők és írók között van Lessing, Goethe, Schiller, Kleist, Hoffmann, Brecht, Heine és A. Schmidt.

## Filozófia
A nagy német filozófusok már a középkorban hozzájárultak a nyugati filozófia kialakításához (pl. Albertus Magnus, Eckhart mester). Később Leibniz (17. század) és leginkább Kant központi szerepet játszott a filozófia történetében. A kantianizmus ihlette Schopenhauer és Nietzsche munkáját, valamint a Fichte és Hegel által védett német idealizmust. Marx és Engels a 19. század második felében fejlesztették ki a kommunista elméletet, míg Heidegger és Gadamer a 20. században a német filozófia hagyományát folytatta. Számos német értelmiség is befolyásolta a szociológiát, nevezetesen Adorno, Elias, Habermas, Horkheimer, Luhmann, Marcuse, Simmel, Tönnies  és Weber. A nyelvész és filozófus Wilhelm von Humboldt által 1810-ben alapított Humboldt Egyetem számos modern nyugati egyetem befolyásos modelljeként szolgált.

## Oktatási rendszer
Németországban a teljes oktatási rendszer állami felügyelet alatt áll. Tartománytól és állampolgárságától függetlenül minden hatodik életévét betöltött gyermek tankötelessé válik. A kötelező iskolai oktatás – tartománytól függően 10-12 évig – a 6. életévtől, a gyermek 18. életévéig tart. Az iskolakötelezettség teljesítéséhez a diákok 9 (néhol 10) évig nappali tagozaton tanulnak, majd (eredménytől függően) további tanulmányok, vagy részidős szakmai képzés következik.
Az iskolaév a nyári szünet után kezdődik, de pontos kezdete az adott tartománytól függ. A nyári szünet 6 hetes, az összes többi ünnepre (húsvét, pünkösd, őszi és téli szünet) hét hét áll rendelkezésre. Németországban az oktatás ingyenes, és az iskolai tankönyvekhez is ingyen juthatnak a tanulók. A jelenlegi kötelező oktatás iskola előtti, általános iskolai és középiskolai részre oszlik.

## Kulturális intézmények
Könyvtárak, múzeumok, színházak, zene és tánc intézményei.
Napjaink Németországában virágzik a kulturális élet, mely specializálódott: a régi-új főváros, Berlin a szabados, míg München visszafogottabb művészetéről híres. Düsseldorf a divat fővárosa, Regensburg a katolikus egyházzenéé stb. Németország operaházairól világszerte ismert.

### Múzeumok
Németországban körülbelül 6800 múzeum működik, évente kb. 114 millió látogatóval, és 470 kiállítási csarnok, évente körülbelül 6,2 millió látogatóval.

## Művészet
Németország szülöttei között vannak híres zeneszerzők, mint Beethoven, Bach, Brahms, Schumann és Wagner; költők, mint Goethe, Schiller és Heine; filozófusok, mint Kant, Hegel, Marx és Nietzsche; teológusok mint Luther; írók mint Thomas Mann, Hesse és Grass.
Napjaink Németországában virágzik a kulturális élet, melynek központja a régi-új főváros, Berlin. Németország operaházairól is híres.

### Képzőművészet
A képzőművészet terén említést érdemel többek közt Albrecht Dürer reneszánsz, Max Ernst szürrealista, Franz Marc expresszionista, Joseph Beuys konceptuális, vagy Georg Baselitz neoexpresszionista művész.

### Irodalom

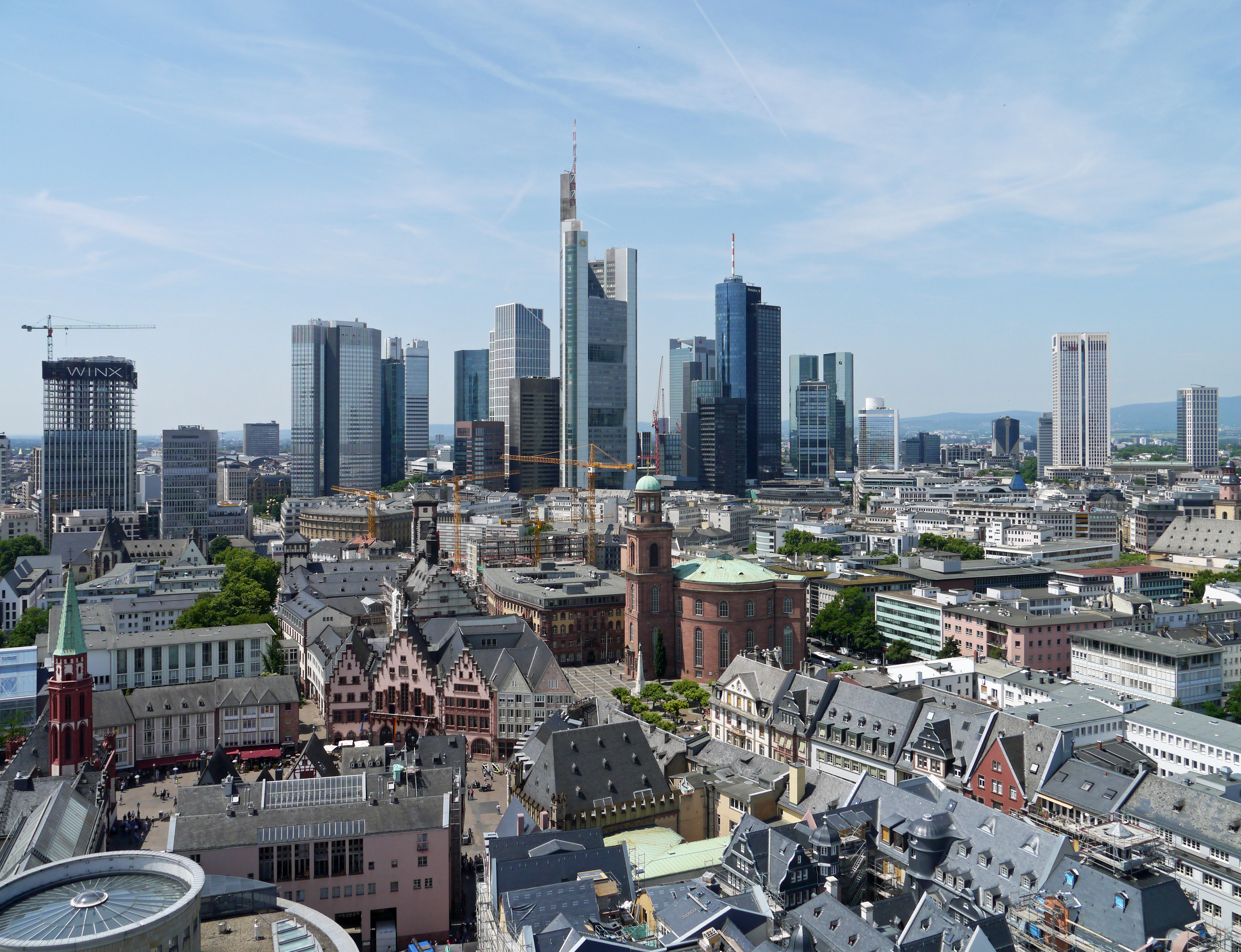
Kilátás a frankfurti katedrálisról, a német építészet sokféleségét mutatva. Nevezetességek közé tartozik a rekonstruált gótikus Römer városháza és az óváros, a neoklasszicista Paulskirche (templom) és a modern és posztmodern felhőkarcolók.

### Építészet
A németországi egykori építészeti stílusok közé tartozik a karoling, a román, a gótika, a reneszánsz és a barokk is. 
A korai modern mozgalomban megjelent a Bauhaus. A nácik a neoklasszicizmust részesítették előnyben. A második világháború óta modern és posztmodern építményeket építettek. Németország újraegyesítése óta ez a tendencia folytatódott.
A leghíresebb német építészek: Dankmar Adler, Egon Eiermann, Walter Gropius, Helmut Jahn, Wassili Luckhardt, Ludwig Mies van der Rohe, Hermann Muthesius, Christoph Mäckler, Johann Neumann, Frei Otto, Nikolaus Pevsner, Hans Poelzig, Hans Scharoun, Karl Friedrich Schinkel, Alex Schultes, Otto Steidle, Bruno Taut, Heinrich Tessenow, Konrad Wachsmann, valamint Albert Speer.
| Favázas házak (Fachwerkhaus) Dornstettenben | Híd favázas házakkal Krämerbrücke Erfurtban | Barokk építészet Würzburgi püspöki palota | Téglagótikus (Backsteingotik) stílus Stralsund: Városháza és Szt. Miklós-templom | Kortárs építészet Düsseldorf: Neue Zollhof |
| ------------------------------------------- | ------------------------------------------- | ----------------------------------------- | -------------------------------------------------------------------------------- | ------------------------------------------ |
|                                             |                                             |                                           |                                                                                  |                                            |

### Zene
Klasszikus
A múlt kiemelkedő német zeneszerzői voltak: Johann Sebastian Bach, Georg Friedrich Händel, Ludwig van Beethoven, Felix Mendelssohn, Johannes Brahms, Robert Schumann, Richard Wagner és Wolfgang Amadeus Mozart.
Könnyűzene

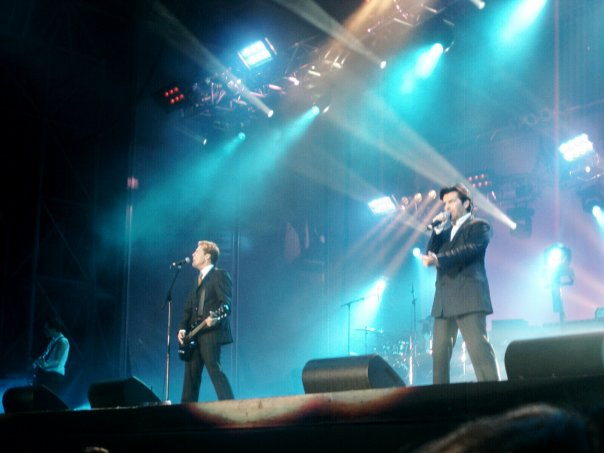
Modern Talking

A 20. és 21. században Európában is ismertté vált könnyűzenei német együttesek irányzatonként:
- Neue Deutsche Welle (Nena, Hubert Kah, Alphaville),
- Diszkó (Boney M., Modern Talking, Dschinghis Khan, Milli Vanilli, Bad Boys Blue),
- Metál/Rock (Rammstein, Scorpions, Accept, Helloween),
- Punk (Die Ärzte, Böhse Onkelz, Nina Hagen, Die Toten Hosen),
- Pop-rock (Sandra, Enigma, Michael Cretu, Herbert Grönemeyer)
- Indie (Tocotronic).

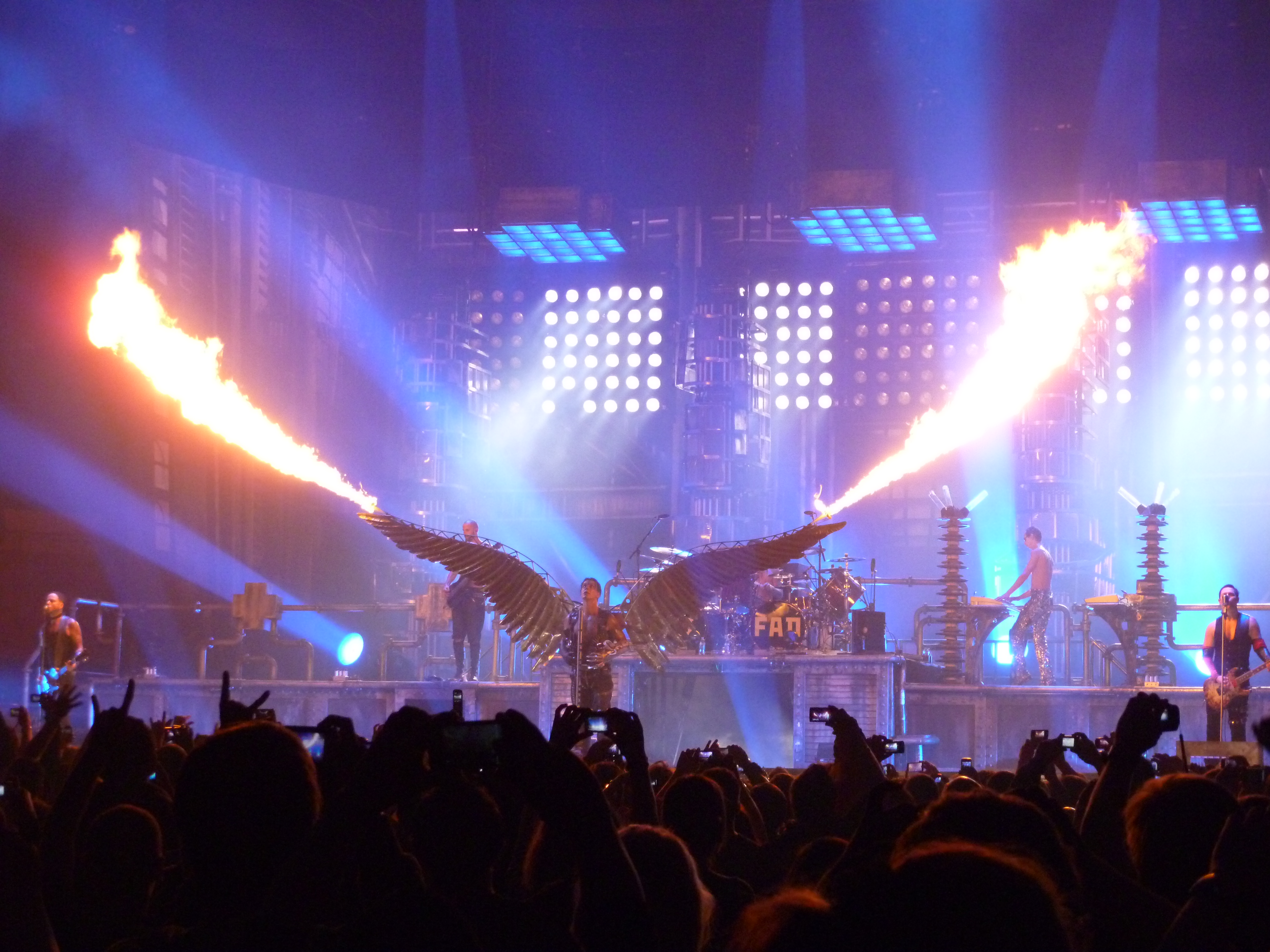
A legnépszerűbb Neue Deutsche Härte együttes, a Rammstein

A német elektronikus zene globális befolyást szerzett, a Kraftwerk és Tangerine Dream úttörő együttesek ebben a műfajban. Az electro és techno műfajában Paul van Dyk és a Scooter nemzetközileg ismertté vált.
A német zeneművészek nagy része képviseli az indusztriális zenét, amelynek egyik formáját Neue Deutsche Härte-nek hívnak.
Németország évente számos nagy rock zenei fesztivál házigazdája. A Rock am Ring  fesztivál a legnagyobb zenei fesztivál Németországban, és a világ egyik legnagyobb fesztiválja.
Németország a házigazdája több nagy gót szubkultúra fesztiválnak, olyan rendezvényekkel, mint a Wave-Gotik-Treffen  és M'era Luna , amelyek több tízezer embert is vonzhatnak. Ezen felül az ország házigazdája a Wacken Open Air-nek, amely a világ egyik legnagyobb szabadtéri heavy metal fesztiválja.

### Filmművészet
Az 1912-ben alapított Babelsberg Stúdiók a világ legrégebbi nagyszabású filmstúdiója.

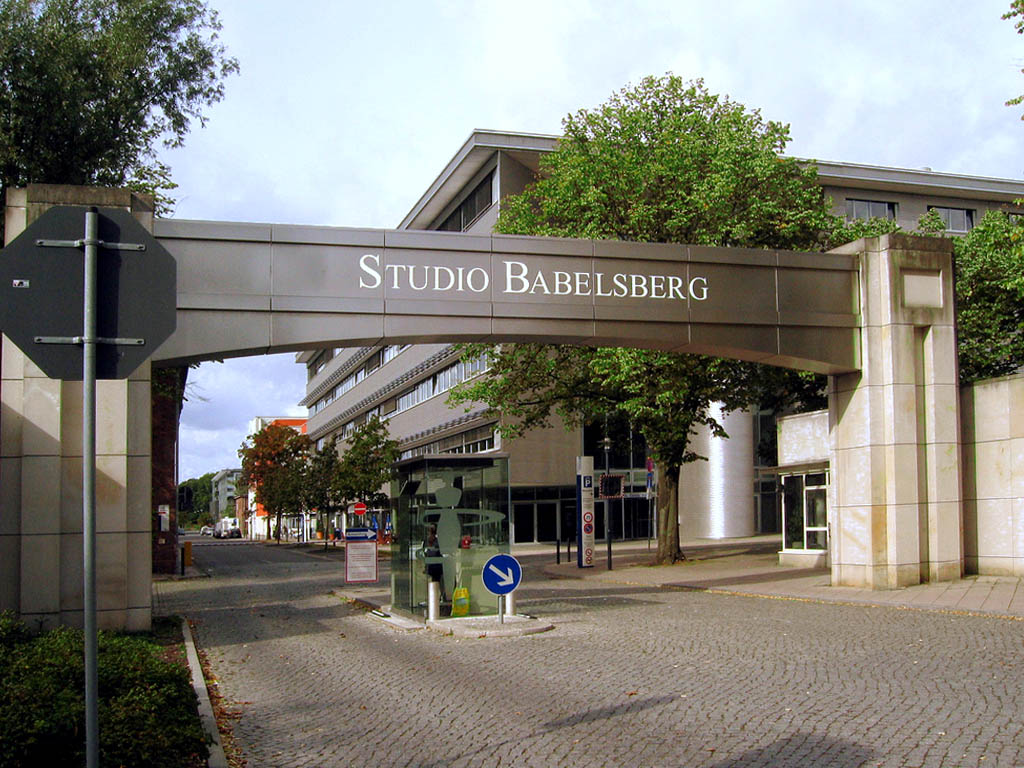
A berlini Babelsberg Stúdiók a 2010-es években Európa legnagyobb filmstúdiója

1930-ban Josef von Sternberg rendezte a A kék angyal című filmet, amely az első nagyobb német hangosfilm volt, és világhírnevet szerzett Marlene Dietrich színésznőnek. A náci korszakban többnyire propagandafilmeket készítettek, bár Leni Riefenstahl munkája új esztétikát vezetett be a filmbe.
Az 1970-es és 1980-as években az olyan új német mozi rendezők, mint Volker Schlöndorff, Werner Herzog, Wim Wenders, and Rainer Werner Fassbinder gyakran provokatív filmjeikkel visszajuttaták a nyugat-német filmeket a nemzetközi színpadra.
A közelmúltban az olyan filmek, mint a Good bye, Lenin! (2003), Fallal szemben (2004), A bukás – Hitler utolsó napjai (2004), A mások élete (2006) és A Baader-Meinhof csoport (2008), nemzetközi sikereket szereztek.

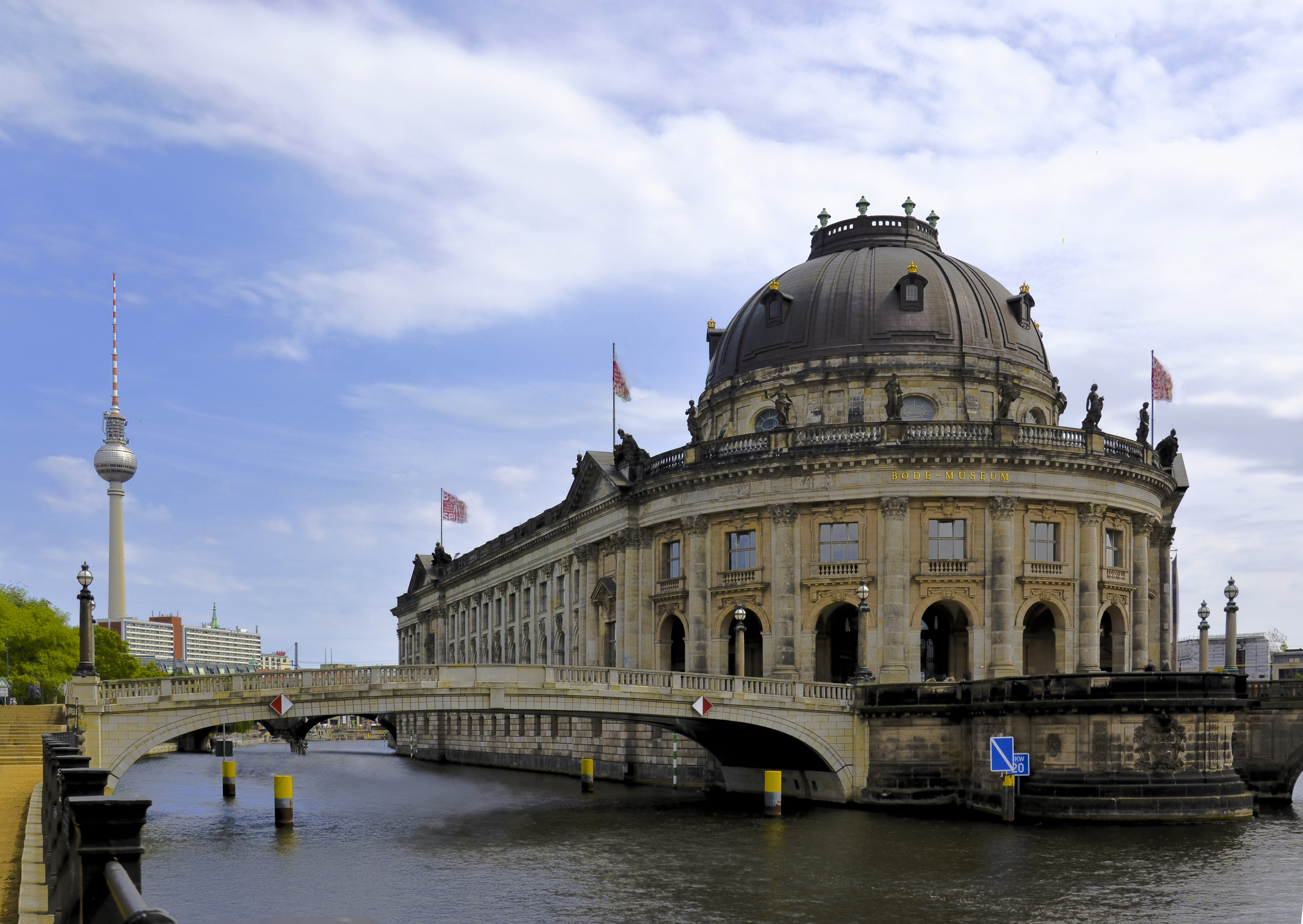
A berlini Múzeum-sziget a világörökség része

## Világörökség
Németország területéről a 2019. évvel bezárólag 46 helyszín került fel a világörökségi listára, valamint 12 további helyszín a javaslati listán várakozik a felvételre.

## Nyelv
A német a hivatalos és domináns beszélt nyelv Németországban. Ez az Európai Unió 23 hivatalos nyelvének egyike, valamint az Európai Bizottság három munkanyelvének egyike, az angol és a francia nyelv mellett. A német nyelv (és nyelvjárásai) jelentette az érintkezési nyelvet (lingua franca) Közép-, Kelet- és Észak-Európában, és itt ma is a legnépszerűbb idegen nyelvek egyike.
Az egész világon a német nyelvnek körülbelül 100 millió anyanyelvű, és kb. 80 millió nem anyanyelvű beszélője van. Kb. 90 millió ember a fő nyelve az EU-ban (18%). A német állampolgárok mintegy 67% -a állítja, hogy képes legalább egy idegen nyelven kommunikálni, 27%-uk legalább két nyelven (2006).
A Németországban elismert őshonos kisebbségi nyelvek a dán, a szorb és a fríz nyelvek. Ezeket az ECRML hivatalosan védi. A 2010-es évek elején a leggyakrabban használt bevándorló nyelvek a török, a kurd, a lengyel, a balkáni nyelvek és az orosz.

## Társadalom
A németek igen büszkék hatékonyságukra, jól szervezettségükre, fegyelmükre és rendszeretetükre. Így szól az a kategorikus imperatívusz, amely alól egy germán se bújhat ki: Ordnung muss sein, vagyis Rendnek muszáj lenni! Az utcák tiszták, a házak ki vannak festve, szemetet csak a kukákban találni. Ordnung van.

### Egyenlőség
Németország modern, fejlett társadalom, amelyet a regionális identitások sokszínűsége formál. Az ország magas szintű nemek közötti egyenlőséget hozott létre, előmozdítja a fogyatékossággal rendelkezők jogait, jogilag és társadalmilag toleráns a homoszexuálisok iránt. A melegek és leszbikusok törvényesen örökbefogadhatják élettársaik biológiai gyermekeit, és az azonos neműek házassága 2017 óta megengedett. A korábbi Guido Westerwelle külügyminiszter és Berlin volt polgármestere, Klaus Wowereit nyíltan meleg.

### Bevándorlók
Az Egyesült Államok és Szaúd-Arábia után Németország a világ harmadik legmagasabb számú nemzetközi bevándorló népességével rendelkezik. Németországban több mint 16 millió ember származik bevándorlóktól (első és második generáció, ideértve a vegyes házasságból születőket és az etnikai német hazatelepülőket és leszármazottaikat). Ezen emberek 96% -a Nyugat-Németországban és Berlinben él. Ebből a 16 millióból kb. 7 millió külföldi illetőségű, azaz német állampolgársággal nem rendelkező.
Az 1960-as évek óta a Nyugat és később az újraegyesült Németország elsősorban Dél- és Kelet-Európából, valamint Törökországból vonzza bevándorlóit, akik közül sokan (vagy gyermekeik) idővel megszerezték a német állampolgárságot. Míg ezeknek a bevándorlóknak a nagy része kezdetben vendégmunkásokként érkezett, Németország ugyanakkor a Németországban menedékjogot kérelmező menekültek elsődleges célpontja is volt, részben azért, mert a német alkotmányban már régóta szerepel egy záradék, amely garantálja a politikai menedékjogot, mint emberi jogot.
A 2010-es évek végén a német kormány és a német társadalom többsége elismeri, hogy a különféle etnokulturális háttérrel rendelkező bevándorlók a német társadalom részét képezik, és támogatják az ellenőrzött bevándorlást. 2017-ben a német származásúak aránya (akik nem rendelkeznek bevándorlói háttérrel) a német társadalomban mintegy 75-76 %.
2018-ban a Németországban tartózkodó külföldi állampolgárok leggyakoribb származási országai a következők  (A lista nem tartalmazza a már német állampolgárságúakat és a tartózkodási engedéllyel nem rendelkező külföldi állampolgárokat sem):
| No. | Nemzetiség          | Népesség   | a külföldiek %-a |
| --- | ------------------- | ---------- | ---------------- |
|     | Összesen            | 10,915,455 | 100 %            |
| 1   | Törökország         | 1,476,410  | 13.5             |
| 2   | Lengyelország       | 860,145    | 7.9              |
| 3   | Szíria              | 745,645    | 6.8              |
| 4   | Románia             | 696,780    | 6.4              |
| 5   | Olaszország         | 643,530    | 5.9              |
| 6   | Horvátország        | 395,665    | 3.6              |
| 7   | Görögország         | 363,205    | 3.3              |
| 8   | Bulgária            | 337,015    | 3.1              |
| 9   | Afganisztán         | 257,110    | 2.4              |
| 10  | Oroszország         | 254,325    | 2.3              |
| 11  | Irak                | 247,800    | 2.2              |
| 12  | Szerbia             | 231,230    | 2.1              |
| 13  | Koszovó             | 218,150    | 2.0              |
| 14  | Magyarország        | 212,360    | 1.9              |
| 15  | Bosznia-Hercegovina | 190,495    | 1.7              |

### Utazás
A 2008-as adatok alapján a németek több pénzt költöttek külföldi utazásra, mint bármely más nemzet. A leglátogatottabb úti célok Spanyolország, Olaszország és Ausztria voltak.

## Vallás

### Múlt
Az ókori germán törzseknek nem volt papi szervezetük. Az emberek hittek a föld alatti, földi, vízi, hegyi szellemekben, és a halottak feltámadásában, akiknek lelkét tiszteletben részesítették.
A 4. századtól kezdve – a mai Németország területén – a germán törzsek áttérítésével a kereszténység kezdett terjeszkedni. Kezdetben annak ariánus formája. A térség a 8. és 9. századra teljesen katolikus kereszténnyé vált. Az újkor hajnalán, a 16. század elején Luther működése nyomán innen indult meg a reformáció. Még e század folyamán a lakosság jelentős része protestánssá vált, elsősorban evangélikus és református vallásúvá.
Neves teológusok voltak: Luther, Melanchthon, Schleiermacher, Feuerbach, Rudolf Otto. Németország szintén számos misztikus hazája volt: Eckhart mester, Rudolf Steiner, Jakob Böhme; XVI. Benedek pápa.

### Napjaink
Manapság a lakosság kb. 60% -a keresztyénként azonosítja magát, ebből a fele római katolikus, amely az ország déli és nyugati részén jelentősebb, fele pedig a német evangélikus egyházhoz tartozik (Evangelische Kirche in Deutschland, rövidítve EKD), amely túlnyomórészt az északi régiókban jelentősebb. A keresztény lakosság maradékát számos kisebb keresztény felekezet alakítja.
Főleg a bevándorlók révén a lakosság 5–6%-a muszlim, míg a még kisebb vallások között szerepel a buddhizmus, a judaizmus és a hinduizmus. A lakosság többi része semmilyen egyházzal nem áll kapcsolatban, sokuk ateista, agnosztikus vagy egyszerűen vallástalan; ezek jelentős többséget alkotnak az ország keleti részén, a volt NDK területén. A nem vallásos emberek (ideértve az ateistákat és az agnosztikusokat) a németországi nagyvárosokban a többséget képviselik, és az összes keleti tartományban a népesség abszolút többségét, ezzel szemben a nyugati tartományok vidéki térségei vallásosabbak, és néhány vidéki térség itt nagyon vallásos.
| Religion                       | 1910       | 1910  | 1925       | 1925  | 1933       | 1933  | 1939       | 1939  | 1946       | 1946  | 1950       | 1950  | 1960-as évek | 1960-as évek | 1990       | 1990  | 2001       | 2001  | 2011       | 2011  |
| Religion                       | számban    | %-ban | számban    | %-ban | számban    | %-ban | számban    | %-ban | számban    | %-ban | számban    | %-ban | számban      | %-ban        | számban    | %-ban | számban    | %-ban | számban    | %-ban |
| ------------------------------ | ---------- | ----- | ---------- | ----- | ---------- | ----- | ---------- | ----- | ---------- | ----- | ---------- | ----- | ------------ | ------------ | ---------- | ----- | ---------- | ----- | ---------- | ----- |
| Keresztény                     | 63,812,000 | 98.3  | 60,208,000 | 96.5  | 62,037,000 | 95.2  | 65,127,000 | 94.0  | 59,973,519 | 94.9  | 65,514,677 | 94.7  | 65,455,144   | 89.4         | 57,947,000 | 73.2  | 52,742,000 | 64.1  | 53,257,550 | 66.8  |
| –Evangélikus és más lutheránus | 39,991,000 | 61.6  | 40,015,000 | 64.1  | 40,865,000 | 62.7  | 42,103,000 | 60.8  | 37,240,625 | 59.0  | 40,974,217 | 59.2  | 39,293,907   | 53.7         | 29,422,000 | 37.2  | 26,454,000 | 32.2  | 25,266,470 | 31.7  |
| –Katolikus                     | 23,821,000 | 36.7  | 20,193,000 | 32.4  | 21,172,000 | 32.5  | 23,024,000 | 33.2  | 22,732,894 | 35.9  | 24,540,460 | 35.5  | 26,161,237   | 35.7         | 28,525,000 | 36.1  | 26,288,000 | 32.0  | 24,869,380 | 31.2  |
| –Ortodox ker.                  | -          | -     | -          | -     | -          | -     | -          | -     | -          | -     | -          | -     | -            | -            | -          | -     | -          | -     | 1,050,740  | 1.3   |
| –Más keresztény                | -          | -     | -          | -     | -          | -     | -          | -     | -          | -     | -          | -     | -            | -            | -          | -     | -          | -     | 2,070,960  | 2.6   |
| Zsidó                          | 615,000    | 1.0   | 564,000    | 0.9   | 500,000    | 0.8   | 222,000    | 0.3   | -          | -     | -          | -     | -            | -            | -          | -     | -          | -     | 84,430     | 0.1   |
| Más                            | 498,000    | 0.7   | 1,639,000  | 2.6   | 2,681,000  | 4.0   | 3,966,000  | 5.7   | 623,956    | 1.0   | 752,575    | 1.1   | 1,089,673    | 1.5          | -          | -     | -          | -     | 4,137,140  | 5.2   |
| Nincs vallása                  | -          | -     | -          | -     | -          | -     | 1,190,629  | 1.5   | 2,572,369  | 4.1   | 3,438,020  | 4.9   | 7,459,914    | 10.2         | -          | -     | -          | -     | 22,223,010 | 27.9  |
| Népesség                       | 64,926,000 | 100   | 62,411,000 | 100   | 65,218,000 | 100   | 69,314,000 | 100   | 63,169,844 | 100   | 69,187,072 | 100   | 73,178,431   | 100          | 79,112,831 | 100   | 82,259,540 | 100   | 79,652,360 | 100   |

## Tudomány

### Feltalálók, tudósok
Németország számos híres feltaláló és mérnök otthona volt, mint például Johannes Gutenberg, Hans Geiger, Konrad Zuse, aki megépítette az első számítógépet. A német feltalálók, mérnökök és ipari szereplők, például Zeppelin, Daimler, Diesel, Otto, Wankel, von Braun és Benz hozzájárultak a korszerű autó- és légi közlekedési technológiák kialakításához, ideértve az űrutazás kezdeteit is.
Albert Einstein és Max Planck munkája döntő jelentőségű volt a modern fizika megalapozásához, amelyet Werner Heisenberg és Erwin Schrödinger továbbfejlesztettek. Előtte olyan kulcsfontosságú fizikusok is feltűntek, mint Hermann von Helmholtz, Joseph von Fraunhofer és Gabriel Daniel Fahrenheit. Wilhelm Conrad Röntgen felfedezte a röntgenfelvételt, amely 1901-ben elnyerte neki a fizika első Nobel-díját.
További jeles német tudósok: Otto Hahn, Georg Simon Ohm, Max Born.
1901 és 2008 között 79 német természettudóst tüntettek ki Nobel-díjjal, közülük 29-en kémiai, 28-an fizikai, 22-en pedig orvosi és fiziológiai Nobel-díjat kaptak. 

### Egyetemek
Németország Európa egyik tudományos központja. Híres egyetemek a müncheni, a tübingeni, a göttingeni, a marburgi és a Berlini (Humboldt) Egyetem, a Freibergi Bányászati Akadémia és a Freiburgi Egyetem. Ezenkívül a Ruprecht-Karls-Universität Heidelbergben Európa egyik legrégebbi egyeteme.

## Divat
Németország a divatipar egyik vezető országa, Franciaország, Olaszország, az Egyesült Államok, az Egyesült Királyság és Japán mellett.
2010-ben a német textilruházati ipar kb. 1300 vállalatból állt és 28 milliárd eurós bevételt generált. A termékek csaknem 44%-át exportálták. Ez az ipar az ország második legnagyobb fogyasztási cikkek gyártója az élelmiszer-előállítás után. Annak  ellenére, hogy az ország második legnagyobb iparága, alig több mint 120 ezer embert foglalkoztat ebben az ágban. A hangsúly nem a mennyiségen, hanem a minőségen van.
München, Hamburg és Düsseldorf a német divatipar fontos tervezési és gyártási csomópontjai is, egyéb kisvárosok mellett. A kisebb központok: Herford, Metzingen, Herzogenaurach, Schorndorf, Chemnitz, Albstadt és Detmold.
A neves német divattervezők között szerepel Karl Lagerfeld, Jil Sander, Wolfgang Joop, Philipp Plein és Michael Michalsky.
Fontos márkák a Hugo Boss, az Escada, a Triumph, valamint az Adidas, a Puma és a Jack Wolfskin. Egyéb márkák: JOOP!, MCM, Schiesser, Closed, Valisere, Ulla Popken, Tom Tailor stb.

## Gasztronómia
A német konyha régiónként változik. Például az ország déli régióiban kulináris kultúrájuk megoszlik Svájccal és Ausztriával. A sertés, a marha és a baromfi a fő húsfajták, amelyeket Németországban fogyasztanak; a sertés a legnépszerűbb. A húst gyakran kolbász formájában fogyasztják. Több mint 1500 különféle kolbász készül Németországban. Az ökológiai élelmiszerek piaci részesedése körülbelül 3,0% -ot nyert, és ez várhatóan tovább növekszik.

## Ünnepek
Az ünnepnapokat a nemzeti ünnepek kivételével a szövetségi államok határozzák meg.
| Dátum               | Magyar név           | Német név                 | Megjegyzés |
| ------------------- | -------------------- | ------------------------- | --- |
| Január 1.           | Újév                 | Neujahr                   | |
| Január 6.           | Vízkereszt           | Hl. Drei Könige           | Bajorországban, Baden-Württembergben, Szász-Anhaltban |
| –                   | Nagypéntek           | Karfreitag                | dátum változó |
| –                   | Húsvéthétfő          | Ostermontag               | dátum változó |
| Május 1.            | A munka ünnepe       | Tag der Arbeit            | |
| –                   | Áldozócsütörtök      | Christi Himmelfahrt       | dátum változó |
| –                   | Pünkösdhétfő         | Pfingstmontag             | dátum változó |
| –                   | Úrnapja              | Fronleichnam              | Bajorországban, Baden-Württembergben, Hessenben, Észak-Rajna–Vesztfáliában, Rajna-vidék–Pfalzban, a Saar-vidéken, valamint Szászország és Türingia egyes közösségeiben, dátum változó     |
| Augusztus 8.        | Békefesztivál        | Friedensfest              | csak Augsburg városában |
| Augusztus 15.       | Nagyboldogasszony    | Mariä Himmelfahrt         | a Saar-vidéken és Bajorország katolikusok lakta területein |
| Október 3.          | A német egység napja | Tag der Deutschen Einheit | 1953 óta létező ünnep, 1953-tól 1990-ig június 17-én tartották az 1953-as keletnémet munkásfelkelés emlékére Nyugat-Németországban, az egyesítés után az egységes Németország ünnepe lett |
| Október 31.         | A reformáció napja   | Reformationstag           | Baden-Württemberg, Brandenburg, Mecklenburg-Elő-Pomeránia, Szászország, Szász-Anhalt és Türingia ünnepe (2017-ben az egész országban állami ünnep)                                        |
| November 1.         | Mindenszentek        | Allerheiligen             | Bajorországban, Baden-Württembergben, Észak-Rajna–Vesztfáliában, Rajna-vidék–Pfalzban és a Saar-vidéken. Az 1990-es, függetlenségről tartott népszavazás eredményhirdetésének emléknapja. |
| –                   | A vezeklés napja     | Buß- und Bettag           | Szászországban, 1994-ig az egész országban, dátum változó |
| December 25. és 26. | Karácsony            | Weihnachtsfeiertag        | |